# パトム高地

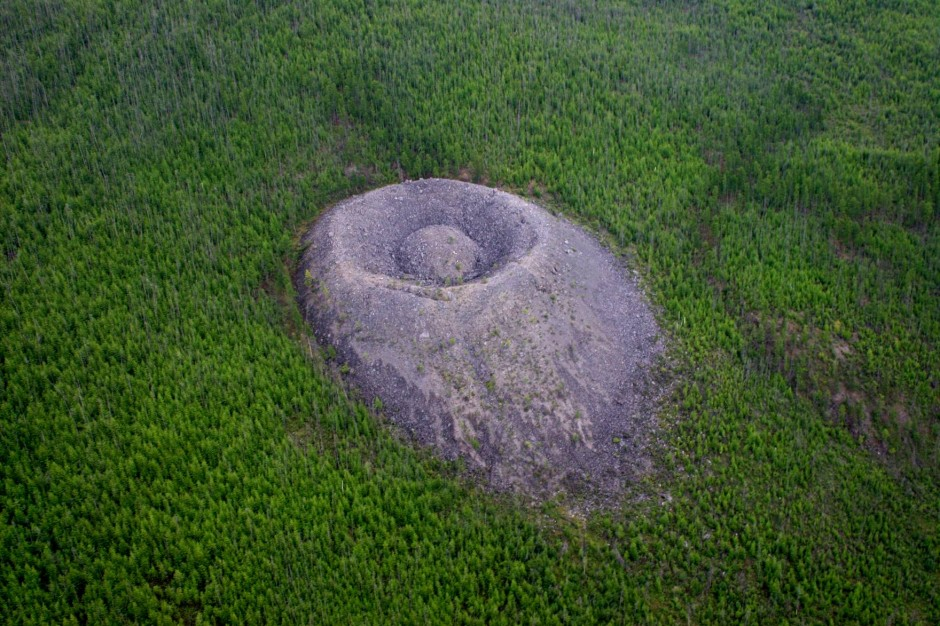
パトムスキー・クレーター

パトム高地（パトムこうち、Patom、露: Патомское нагорье）とはロシアのシベリア東部にある高山地帯である。イルクーツク州の東端部にある。最高部は1,771mに達する。
南はスタノヴォイ高地、北は中央シベリア高原が広がる。また中央シベリア高原との間には大河レナ川が、東にはその支流のチャラ川が、西にはヴィティム川が流れる。周囲にはボダイボ（Bodaibo）やレンスク（Lensk）などの町がある。
この高地の名称は、ロシア帝国出身の地理学者ならびに地形学者であったピョートル・クロポトキンによって1868年に提案・命名されたものである。
座標: 北緯59度20分0秒 東経116度20分0秒 / 北緯59.33333度 東経116.33333度